# Cílené zabíjení

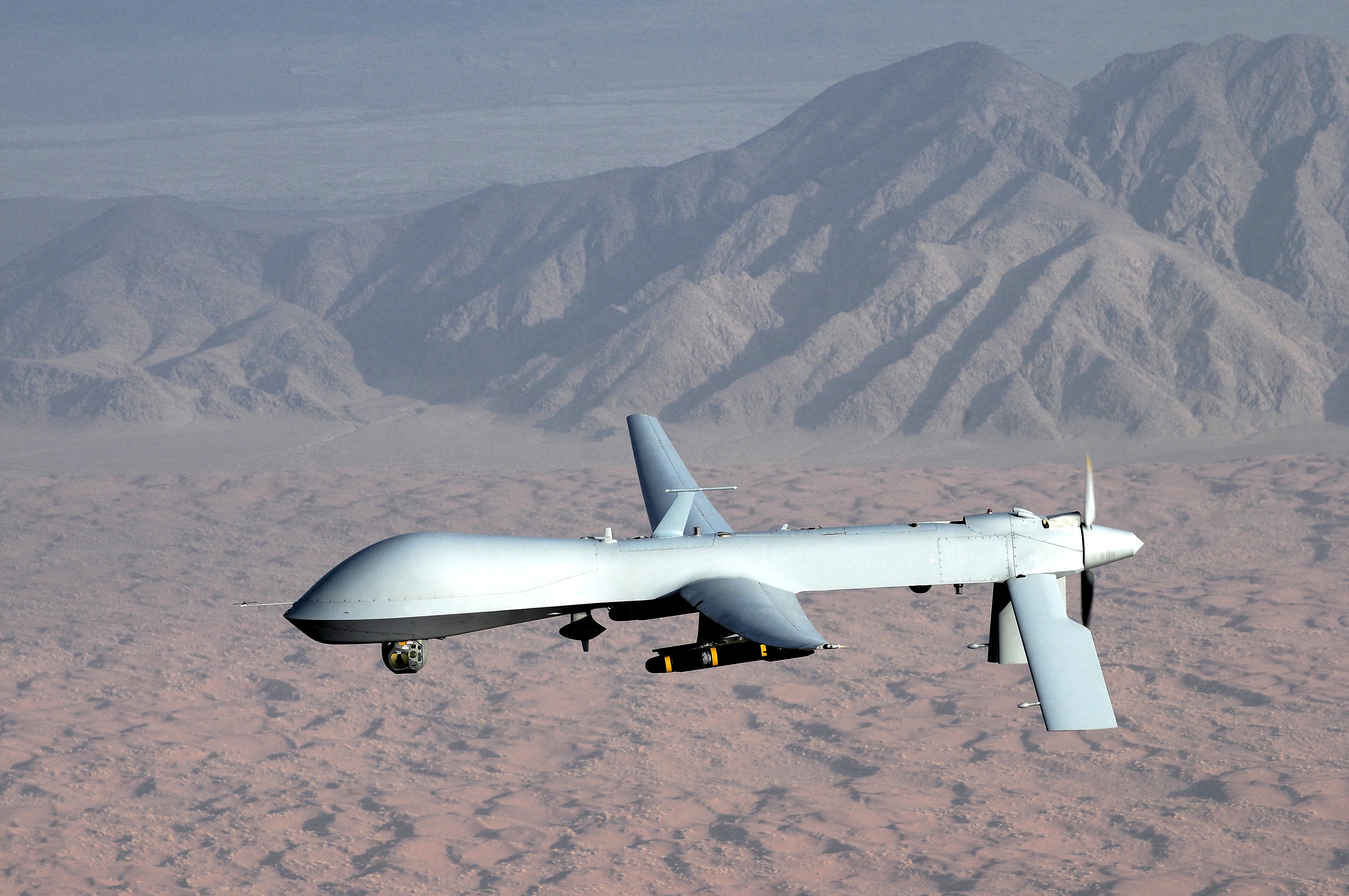
Predator drone - někdy používaný v cíleném zabíjení

Cílené zabíjení nebo též cílená likvidace (anglicky targeted killing), případně též mimosoudní poprava (anglicky extrajudicial execution) je forma atentátu na základě presumpce trestní viny, provedeného státním orgánem vůči vlastnímu občanovi nebo cizinci, který je důvodně podezřelý ze závažné trestné činnosti (zejména terorismu) a představuje bezprostřední hrozbu. 
Cílené zabíjení se provádí převážně v rámci ozbrojených konfliktů (ale i mimo ně), přičemž nejde vždy o konvenční válku mezi státy, ale často o asymetrické konflikty, tj. střety mezi státními a nestátními či kvazistátními aktéry. Z hlediska mezinárodního humanitárního práva je tato praxe problematická, protože osoby, na které se útoky zaměřují, často nemají status kombatanta, nacházejí se geograficky daleko od zón bojových operací a/nebo se v době zásahu nutně přímo neúčastní aktivního nepřátelství.
Jedná se o krajní opatření státní moci, jehož použití vyvolává kontroverze. Kritici tohoto postupu, například Americký svaz pro občanské svobody, se domnívají, že pojem cílené zabíjení je jen moderní eufemismus pro vraždu (záměrné zabití) jedince státní organizací nebo institucí mimo soudní řízení nebo válečné pole. Zastánci, například Jack Goldsmith z Harvardovy univerzity, postup obhajují s tím, že útok na nepřátelského vojáka během války není vraždou.

## Historie
Cílené zabíjení byla hodně používána eskaderami smrti v El Salvadoru, Nikaragui, Kolumbii a na Haiti v rámci občanských nepokojů a války, během 80. a 90. let 20. století. Cílené zabíjení bylo také použito v Somálsku, a to zejména milicemi Aš-Šabáb.

## Použití podle zemí

### USA

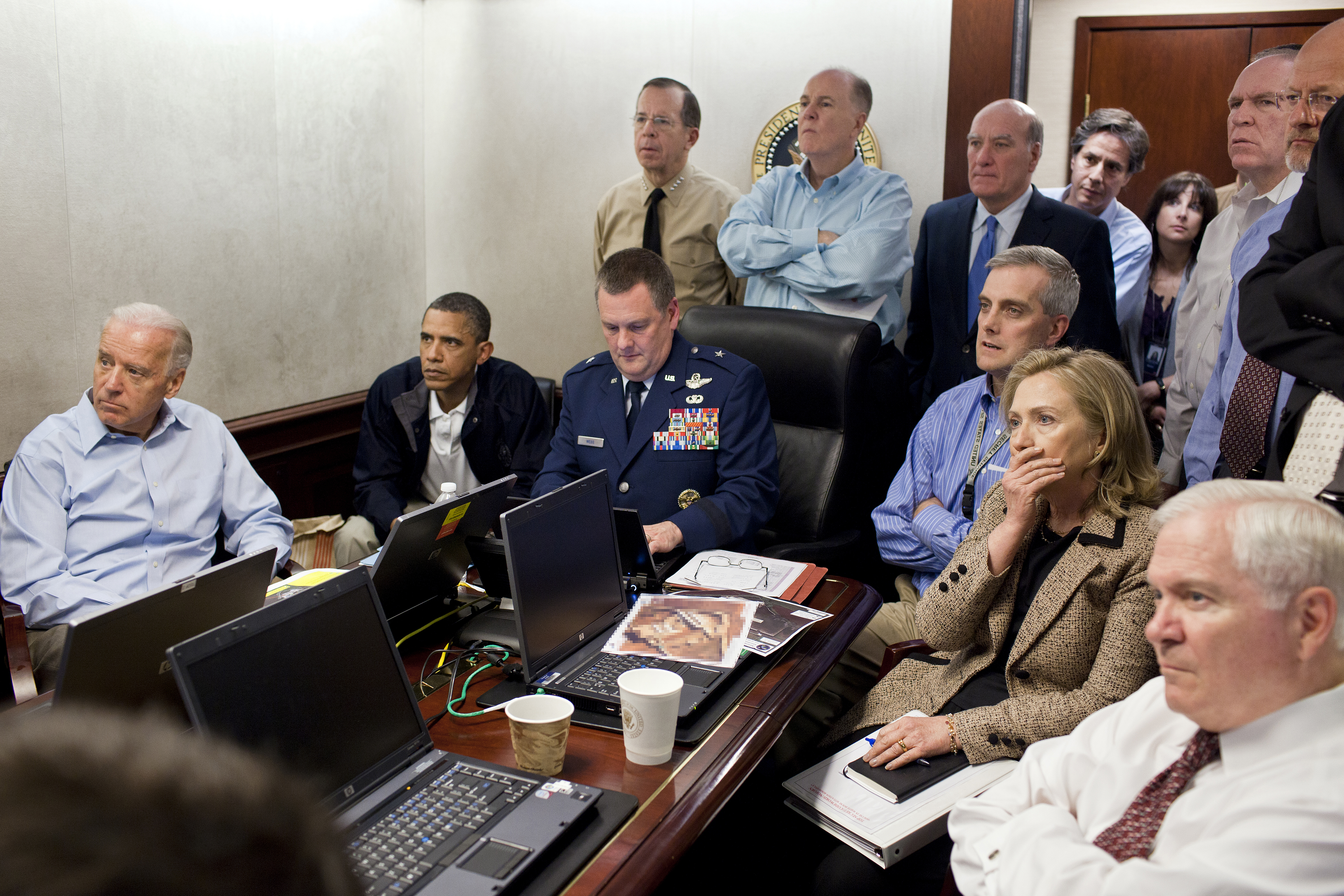
Barack Obama a členové jeho administrativy sledují průběh operace za účelem likvidace Usámy bin Ládina, 1. května 2011

Vláda Spojených států amerických od 20. století používá cílené zabíjení různými prostředky. Mezi první případy útoků zacílených na vysoce postavené funkcionáře patří atentát na japonského admirála Isorokua Jamamotoa roku 1943. V roce 1975 odhalilo vyšetřování Senátu minimálně osm pokusů CIA o zabití kubánského vůdce Fidela Castra z let 1960 až 1965. Od roku 1976 byla tato praktika formálně zakázána výkonným nařízením č. 11905 prezidenta Geralda Forda, které stanovilo, že žádný zaměstnanec vlády Spojených států se nesmí podílet na politických atentátech. To bylo později potvrzeno nařízeními č. 12036 (1978) a č. 12333 (1981). Navzdory tomu bylo cílené zabíjení používáno i nadále, například v osmdesátých letech v Salvadoru.
Po teroristických útocích na americká velvyslanectví v Tanzanii a Keni roku 1998 prezident Bill Clinton nařídil CIA vypátrat a zatknout, v krajním případě i zabít Usámu bin Ládina obžalovaného z plánování útoků. Přestože byl vypátrán, zásah vůči němu Clinton neschválil z důvodu rizika vysokých civilních ztrát. Po začátku války proti terorismu roku 2001 se cílené zabíjení stalo významnou používanou taktikou Spojených států. Jeden z prvních cílených útoků na prominentní členy Al-Káidy proběhl v listopadu 2002. Důležitým bojovým prostředkem se na počátku 21. staly bezpilotní letouny (drony), schopné s vysokou přesností zasáhnout cíl. Dronové útoky byly v omezené míře zavedeny administrativou George W. Bushe, který jich v letech 2004 až 2009 schválil 51.
Masivní nasazení dronů přišlo až po roce 2008 za vlády Baracka Obamy, která je nasazovala v například v Pákistánu nebo Jemenu. V roce 2016 byla vládou zveřejněna statistika cílených útoků prováděných mimo oblasti otevřeného nepřátelství (tj. celý svět mimo Irák, Sýrii a Afghánistán), podle které bylo v letech 2009 až 2015 provedeno 473 útoků, při kterých zemřelo 2372 až 2581 kombatantů a 64 až 116 civilistů. Přestože nařízení z roku 1981 formálně nebylo zrušeno, nebylo podle Obamovy administrativy ani porušeno, protože podle právního rámce stanoveného ministerstvem spravedlnosti v roce 2013 se v tomto případě nejedná o atentát, nýbrž uplatnění práva na sebeobranu zacílením na člena nepřátelské síly, který představuje bezprostřední hrozbu násilného útoku. Mezi příklady, které získaly značnou pozornost, patří:
- V roce 2011 byli v Jemenu dronem zabit američtí občan Anvár Avlakí a jeho dospívající syn.[21]
- Téhož roku došlo v Pákistánu k zabití Usámy bin Ládina speciálním komandem.[22]
- V roce 2016 byl v afghánsko-pákistánském pohraničí dronovým útokem zlikvidován vůdce hnutí Tálibán Achtar Mansúr.[23]
- V roce 2020 byl útok dronem použit k zabití íránského generála Kásima Sulejmáního.[24]
- V roce 2022 byl v Afghánistánu dronem zabit vůdce Al-Káidy Ajman az-Zaváhirí.[25]

Proces výběru cílů určených k likvidaci je upraven utajovanými předpisy. Na nejvyšší úrovni jsou likvidace schvalovány prezidentem jako vrchním velitelem ozbrojených sil s odvoláním na Autorizaci k použití vojenské síly v roku 2001, která dává prezidentovi zmocnění použít k boji proti terorismu všechny nezbytné a potřebné síly.

### Izrael
Izrael využívá taktiku cíleného zabíjení jako součást širší bezpečnostní strategie v rámci izraelsko-arabského konfliktu. Již v 60. letech podnikl několik pokusů o likvidaci lídrů Organizace pro osvobození Palestiny, přičemž zvažoval například sabotáže civilních letadel, či využití palestinského vězně, který měl být indoktrinován k provedení atentátu. V 70. letech pak Mosad realizoval sérii atentátů proti osobám odpovědným za masakr izraelských sportovců na olympiádě v Mnichově. Celou operaci však poznamenalo vážné selhání, když v Norsku jeden z agentů omylem zastřelil nevinného číšníka.
V 90. letech pokračovala aplikace cíleného zabíjení v ojedinělých případech, jako například zabití Jahjáho Ajjáše, bombového experta hnutí Hamás, v roce 1996 explozi výbušného zařízení ukrytého v mobilním telefonu. O rok později se izraelská rozvědka pokusila o likvidaci Chálida Mašála, vedoucího politického křídla hnutí, a to jedem aplikovaným do ucha během jeho pobytu v jordánském Ammánu. Incident vedl k diplomatické krizi, kterou se podařilo zažehnat až po nátlaku jordánského krále Husajna I. a následném poskytnutí protilátky ze strany Izraele.
Taktika cíleného zabíjení se stala systematickou až po vypuknutí Druhé intifády na počátku 21. století, kdy Izraelské obranné síly začaly likvidovat vysoce postavené představitele palestinských militantních organizací, zejména hnutí Hamás a Hizballáh. Podle Nilse Melzera byl Izrael pravděpodobně první zemí na světě, která v roce 2000 oficiálně přiznala aplikaci této taktiky. Za počátek systematického cíleného zabíjení je považován útok z roku 2000, při němž izraelské vrtulníky zlikvidovaly vysokého představitele hnutí Fatah Husejna Abajáta. Mezi další významné případy patří:
- V roce 2003 izraelský ministr Ehud Olmer připustil, že by mohl být proveden atentát na Jásira Arafata.[32] Tento plán však nebyl uskutečněn.
- V roce 2004 byli během dvou samostatných operací usmrceni zakladatelé Hamásu Ahmad Jásín a specialista na raketové systémy Adnán Ghúl.[28]
- V roce 2010 byl izraelskými agenty v hotelovém pokoji v Dubaji zabit Mahmúd al-Mabhúh, jeden ze zakladatelů vojenského křídla Hamásu.[28]
- V roce 2012 přišel o život Ahmad Džabarí, tehdejší velitel vojenského křídla Hamásu, při náletu na jeho vozidlo v Gaze, při němž zemřelo i několik civilistů.[10][33]
- V roce 2023 byl při útoku bezpilotního letounu v syrském Damašku usmrcen Sajíd Razí Músaví, poradce Íránských revolučních gard. Izrael se k útoku oficiálně nepřihlásil.[28]
- V roce 2024 došlo v rámci války v Gaze k sérii likvidací vysoce postavených představitelů Hamásu a Hizballáhu. Mezi zabitými byli Ismáíl Haníja, Fuád Šukr,[28] Muhammad Dajf, Hasan Nasralláh,[34] a Jahjá Sinvár.[35]

Jen v letech 2000 až 2008 byla na okupovaných palestinských územích podle organizace Palestinian Center for Human Rights (PCHR) provedeno 348 operací cíleného zabíjení, při kterých zemřelo 754 Palestinců, z nichž bylo 521 cílených osob a 233 civilistů. Tyto operace jsou schvalovány na nejvyšší úrovni izraelské vlády. O jejich provedení rozhoduje premiér společně s bezpečnostním kabinetem.

### Francie
Francie od roku 2012 uplatňuje taktiku cíleného zabíjení v rámci boje proti terorismu, zejména v souvislosti s operacemi v Iráku a Sýrii. Tyto operace probíhají buď prostřednictvím předávání zpravodajských informací iráckým bezpečnostním složkám, nebo přímým nasazením francouzských zvláštních jednotek. Likvidace mohou být provedeny bez varování, okamžitě po lokalizaci osob zpravodajskými službami nebo vojenskou rozvědkou. V letech 2012–2014, za prezidenta Françoise Hollanda, bylo provedeno více než 12 operací zaměřených na likvidaci konkrétních osob. Seznam cílů zahrnuje jména jednotlivců označených za teroristy nebo nepřátele státu, jejichž eliminaci bez soudního procesu výslovně autorizoval prezident republiky jako vrchní velitel ozbrojených sil. Existenci takového seznamu oficiálně potvrdil prezident Hollande v roce 2016, celkem byly v irácko-syrské oblasti za jeho prezidentství eliminovány přibližně čtyři desítky osob označených za teroristy. Mezi nimi byl například Jean-Michel Clain, člen džihádistické dvojice původem z Toulouse, který byl usmrcen dronovým úderem. V létě roku 2015 francouzská rozvědka navrhla zařazení na seznam cílů i Abdelhamida Abaaouda, příslušníka organizace Islámský stát, který byl spojován s neúspěšným útokem na kostel ve Francii a s útokem na vlak Thalys. O několik měsíců později provedl Abaaoud koordinovaný útok v Paříži a Saint-Denis, při němž zahynulo 130 osob, a na útěku byl zastřelen francouzskými bezpečnostními složkami.